# Yarelys Barrios
Yarelys Barrios Castañeda (* 12. Juli 1983 in Pinar del Río) ist eine ehemalige kubanische Diskuswerferin.

## Karriere
In ihrer Kindheit spielte sie Basketball, wechselte aber mit 14 Jahren zur Leichtathletik.
Ihr erster internationaler Erfolg war ein Sieg bei den Zentralamerika- und Karibikmeisterschaften 2005. Im Jahr darauf gewann sie bei den Zentralamerika- und Karibikspielen die Silbermedaille. 2007 siegte sie bei den Panamerikanischen Spielen in Rio de Janeiro und bei der Universiade und gewann die Bronzemedaille bei den Weltmeisterschaften in Osaka mit 63,90 m.
2008 verbesserte sie ihren persönlichen Rekord auf 66,13 m. Mit erneut verbesserter Bestweite von 66,40 m gewann sie 2011 Gold bei den Panamerikanischen Spielen in Guadalajara. 2012 konnte sie bei den Olympischen Spielen in London mit 66,38 m die Bronzemedaille erringen, nachdem ihre russische Konkurrentin Darja Pischtschalnikowa nachträglich wegen Dopings disqualifiziert wurde.
Bei den Weltmeisterschaften 2013 in Moskau gewann sie mit einer Weite von 64,96 m ebenfalls die Bronzemedaille.
Yarelis Barrios ist 1,72 m groß und wiegt 89 kg. An der Sporthochschule von Havanna wurde sie zur Sportlehrerin ausgebildet.

## Doping
Am 1. September 2016 gab das Internationale Olympische Komitee bekannt, dass bei Barrios im Rahmen von Nachtests der Dopingproben der Olympischen Spiele 2008 das verbotene Diuretikum Acetazolamid entdeckt wurde. Daraufhin wurde ihr die Silbermedaille aberkannt und der Ukrainerin Olena Antonowa zugesprochen.